# استخربیجار
استخربیجار (به زبان گیلکی: سل بیجار) روستایی از توابع بخش مرکزی شهرستان آستانه اشرفیه در استان گیلان ایران است.

## جمعیت
این روستا در دهستان کورکا قرار دارد و براساس سرشماری مرکز آمار ایران در سال ۱۳۸۵، جمعیت آن ۸۳۹ نفر (۲۵۲خانوار) بوده‌است.